# دارکوب سه‌انگشته اوراسیایی

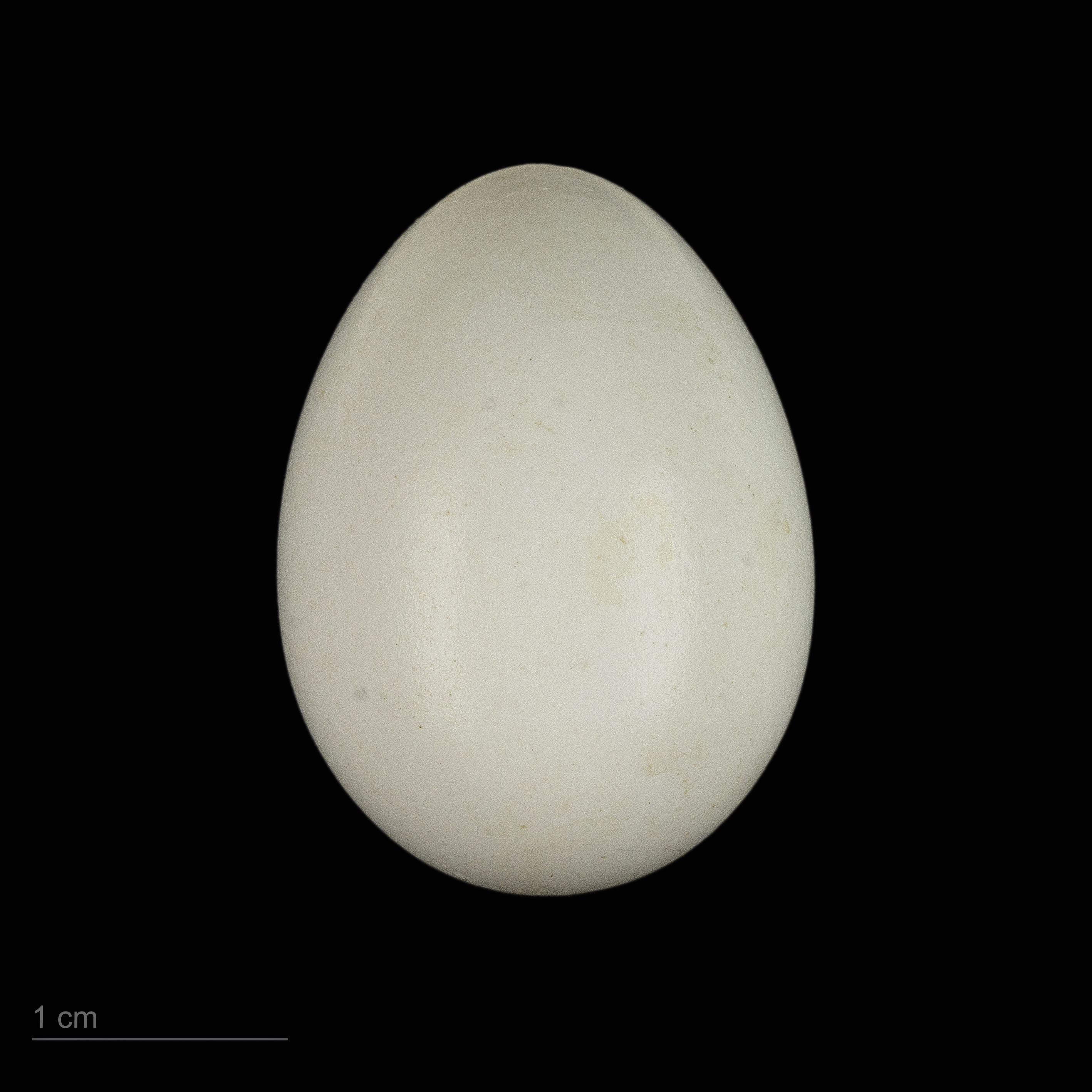
Picoides tridactylus

دارکوب سه‌انگشته اوراسیایی (نام علمی: Picoides tridactylus) نام یک گونه از زیرخانواده دارکوبیان است.